# Base Aérea de Seul
O Base Aérea de Seul (Hangul: 서울공항) (IATA: SSN, ICAO: RKSM), também chamada Aeroporto de Seul, Base Aérea de Seongnam ou Base Aérea Shinchonri,  é uma base aérea que sedia a 15ª Ala Composta da Força Aérea da Coreia do Sul. Está localizada em Seongnam, logo ao sul de Seul. Possui duas pistas (19/1,20/2). A pista 19 é equipada com ILS.
O Show Aéreo de Seul é realizado anualmente nesse aeródromo. Também é utilizado pelo presidente da Coreia do Sul e outros chefes de Estado.